# Bernd E. Jäger van Boxen
Bernd E. Jäger van Boxen (*  24. August 1956 in Wolfsburg) ist ein deutscher Schauspieler und Synchronsprecher.

## Werdegang
Bernd E. Jäger van Boxen wurde in Wolfsburg geboren und arbeitete nach seinem Abitur ein Jahr am Fließband im Volkswagenwerk Wolfsburg. Danach begann er ein Studium der Theaterwissenschaften in Erlangen. Nach vier Semestern wechselte er an die Schauspielschule der Hochschule für Musik und Theater in Hannover, wo er acht Semester lang studierte. Anschließend war er 13 Jahre an verschiedenen Theatern in Braunschweig, Tübingen, Hannover, Bielefeld, Krefeld, Mönchengladbach, Düsseldorf und bei den Schlossfestspielen Neersen zu sehen.
Jäger van Boxen machte immer wieder Ausflüge ins Film- und Fernsehgeschäft, u. a. an der Seite von Elke Sommer, Mario Adorf, Diether Krebs, Ben Becker, Heinz Hoenig, Heinz Schubert. Er prägte über Jahre lang das Gesicht der Fernsehserie Die Wache bei RTL.
Seit 2007 spielt er wieder ausschließlich Theater unter anderem in Ladies Night, Nie wieder Arbeiten und Ein Käfig voller Narren.

## Filmografie (Auswahl)
- 1982: Geschichten von nebenan
- 1983: Vom Zusehen beim Sterben
- 1985: Lenz oder die Freiheit
- 1986: Löhners Paula
- 1989: Der Landarzt als „Wolfgang Peschke“
- 1990: Liebe auf Bewährung
- 1994–2006: Die Wache als „Polizeihauptmeister Ulf Schelling“
- 1994: Unter einer Decke
- 1994–1995: Lindenstraße (3 Folgen) als „Sportlehrer Heinze“
- 1995: Alles nur Tarnung als „Wachtmeister Meier“
- 1996–1997: Stadtklinik
- 1996: Mit einem Bein im Grab
- 1997: Sunday Afternoon
- 1997: Gigolo
- 1997: SK-Babies
- 1998: Die Schule
- 2006–2007: Schmetterlinge im Bauch als „Martin Rudolph“
- 2007: Ein unverbesserlicher Dickkopf

## Theater (Auswahl)
- Ein Käfig voller Narren (La Cage aux Folles) als „George“
- Nie wieder Arbeiten als „Werner“
- Ladies Night als „Craig“
- Wer hat Agatha Christie ermordet? als „T. Terry“
- Reinecke Fuchs als „R. Fuchs“
- Der Kirschgarten als „Lopachin“
- Nathan der Weise als „Saladin“
- Babylon Blues (diverse Rollen)
- Othello als „Othello“
- Zeit der Wölfe als „diverse Rollen“
- Die Ritter der Tafelrunde als „Orilus“
- Arturo Ui als „E. Roma“
- König Lear als „Edmund“
- Marat/Sade als „Ausrufer“
- Die Atriden als „Pylades“
- Fiede als „Dikaiopulus“
- Dantons Tod als „Camille“
- Ehrenbürger als „Skinner“
- Der Sarkophag als „Unsterblich“
- Ghetto als „Srulik“
- Nachtasyl als „W. Pepel“
- Minna v. Barnhelm als „P. Werner“
- Der nackte Wahnsinn als „Gerry“
- ...Roter Reiter als „Teddy“
- Sommer als „David“

## Synchronisation (Auswahl)
- 2007: Assassin’s Creed als „Wilhelm von Montferrat“